# Piesendorf
Piesendorf è un comune austriaco di 3 777 abitanti nel distretto di Zell am See, nel Salisburghese. È una stazione sciistica.
Qua è nato lo sciatore di fondo e biathlonista Alfred Eder.